# Steinfelder Moor
Das Steinfelder Moor ist ein Naturschutzgebiet in der niedersächsischen Gemeinde Steinfeld und der Stadt Lohne im Landkreis Vechta.
Das Naturschutzgebiet mit dem Kennzeichen NSG WE 175 ist 288 Hektar groß. Es grenzt im Osten an das Naturschutzgebiet „Diepholzer Moor“ und im Süden an das Landschaftsschutzgebiet „Haverbeker Moor“. Wenige hundert Meter nördlich schließt sich das Naturschutzgebiet „Südlohner Moor“ an.
Das Naturschutzgebiet liegt zwischen Steinfeld und Diepholz in der Diepholzer Moorniederung südlich der B 214, die das Gebiet nach Norden begrenzt. Es stellt ein Hochmoorgebiet als Teil des Großen Moores unter Schutz. Große Teile des Moores sind bewaldet. Abgetorfte Bereiche können sich durch Wiedervernässung regenerieren. In den Randbereichen des Schutzgebietes ist Grünland zu finden.
Das Gebiet wird über diverse Gräben zum Mittleren Hochmoorkanal und zum Haverbecker Moorgraben und schließlich in die Hunte entwässert.
Das Gebiet steht seit dem 2. August 1986 unter Naturschutz. Zuständige untere Naturschutzbehörde ist der Landkreis Vechta.
2009 wurden im Steinfelder Moor und im angrenzenden Diepholzer Moor wiederholt vergiftete Greifvögel gefunden.